# Rhönradweg
Der Rhönradweg (oder auch Rhön-Radweg) mit einer Länge von insgesamt 180 Kilometern führt von Bad Salzungen nach Hammelburg. Er verläuft von Thüringen aus über Hessen bis nach Bayern.

## Verlauf des Rhönradweges

### Bad Salzungen < 0km – 180km >
Der Rhönradweg beginnt am Bahnhofsvorplatz in unmittelbarer Nähe der Tourist-Information am Gradierwerk. Von dort geht es zur anderen Flussseite der Werra und zunächst gemeinsam mit dem Werratal-Radweg flussabwärts. Über Tiefenort gelangt man zum sehenswerten Fachwerkort Kieselbach. In Merkers wird die Flussseite gewechselt und man erreicht Dorndorf, wo früher Kalisalz abgebaut wurde. Dort mündet das Rhönflüsschen Felda, das seinen Ursprung in der Hohen Rhön hat, in die Werra. Diese wird wieder überquert und mit dem Fluss windet sich der Radweg bis zur historischen Brücke von Vacha.

### Vacha < 22km – 158km >

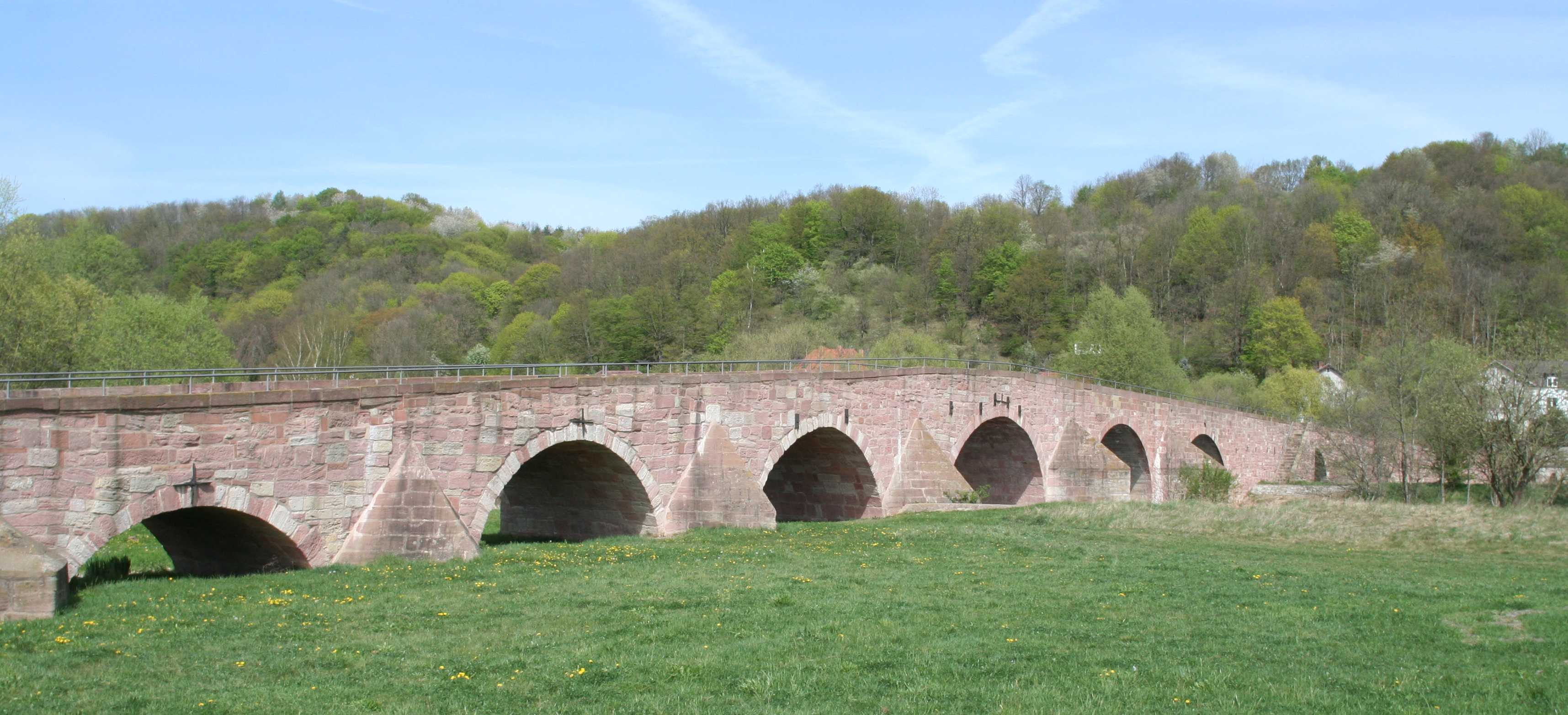
Brücke der Einheit bei Vacha

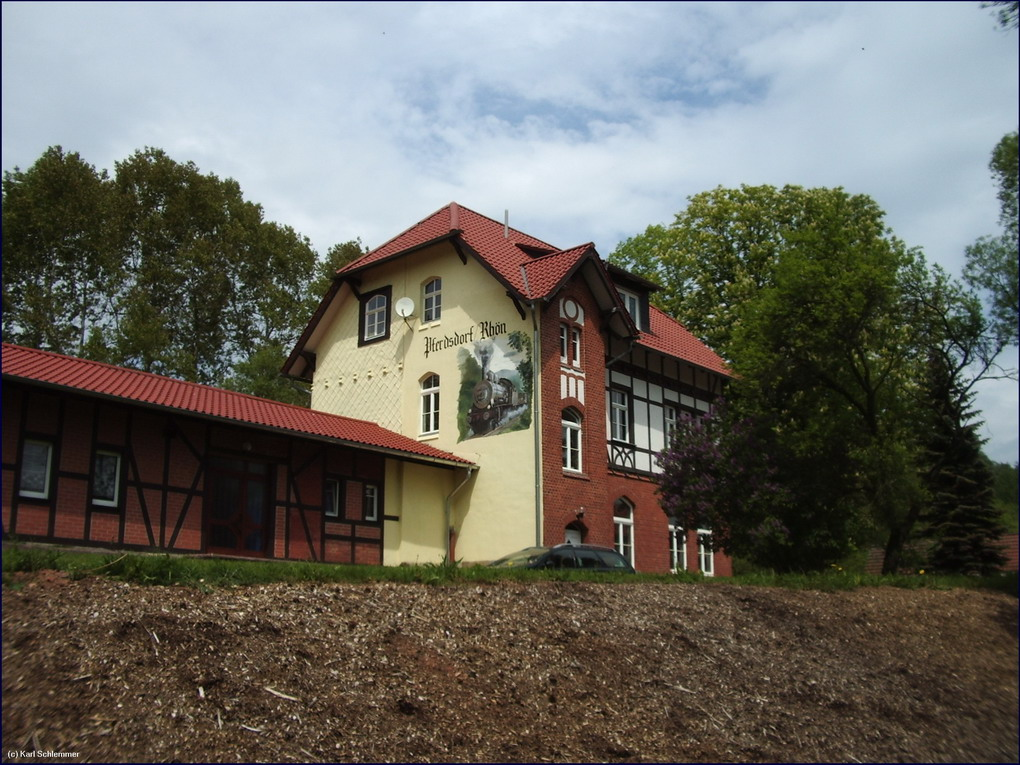
Alter Bahnhof Pferdsdorf/Rhön am Rhönradweg in Thüringen

Ein Abstecher über die historische Werrabrücke bringt einen nach Vacha zur ältesten Stadtsiedlung Westthüringens. Sie verdankt ihre Existenz der Lage an der uralten Handelsverbindung zwischen dem Rheinland und dem mitteldeutschen Raum, der „Frankfurt-Leipziger Handelsstraße“, die auch „Des Reiches Straße (Via Regia)“ genannt wird und hier die Werra queren musste. Zahlreiche sehenswerte Fachwerkbauten – die ältesten aus dem 15. Jahrhundert – prägen das Stadtbild von Vacha. Zurück auf der rechten Werraseite, fährt man weiter nach Philippsthal.

### Philippsthal < 24km – 156km >
In Philippsthal heißt es nun „Abschied nehmen“ vom Werratal, denn nun geht es auf den nächsten 50 Kilometer durch das Ulstertal der „Hohen Rhön“ entgegen. Entlang der Ulster wird mehrfach die Landesgrenze Thüringen-Hessen gekreuzt. Diese Region war bis 1989 für Touristen unpassierbar. Tipp: In Wenigentaft hat man über die Waldhessen Route 14 Zugang (2 km) zum 25 Kilometer langen „Radwanderweg Hessisches Kegelspiel“.

### Geisa < 43km – 137km >

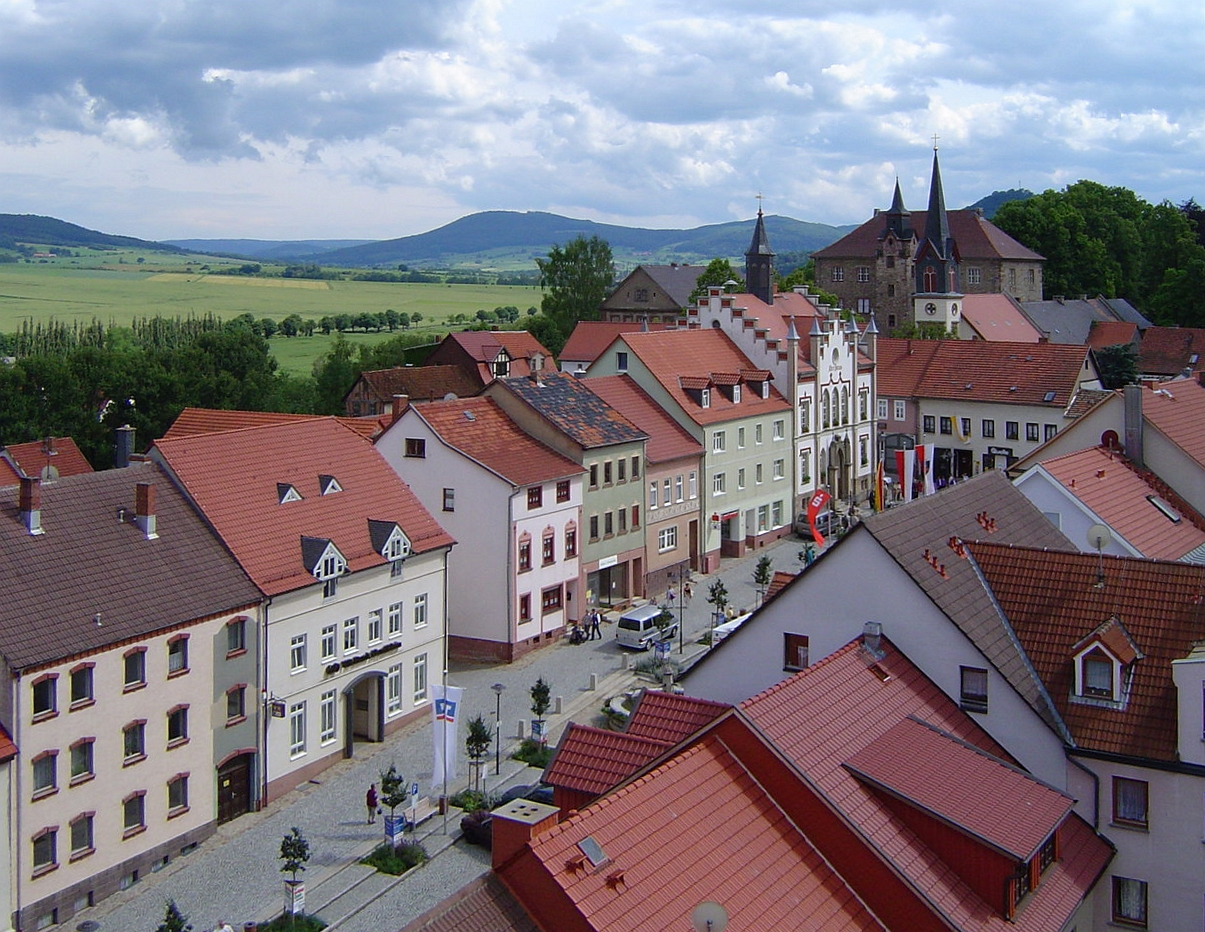
Historischer Marktplatz in Geisa

Über einen gut ausgebauten Radweg wird die Stadt Geisa am Fuße des Gangolfiberges erreicht. Seit 817 im Besitz des Klosters Fulda, wird Geisa seit 1265 durch eine Mauer gesichert, die noch heute teilweise erhalten ist. Der Marktplatz bildet das prägende Zentrum des Ortes.Tipps: Von Buttlar aus gelangt man auf einer stillgelegten Bahnlinie, die heute ein Radweg ist, in sanfter Steigung auf die umliegende Bergkette und kann über Oechsen nach Dermbach zum Feldatal-Radweg fahren. In Geisa zweigt eine Radroute ab zur Gedenkstätte Point Alpha. Auf der Trasse der ehemaligen Bahnlinie durch das Ulstertal fährt man zum historischen Städtchen Tann.

### Tann < 53km – 127km >

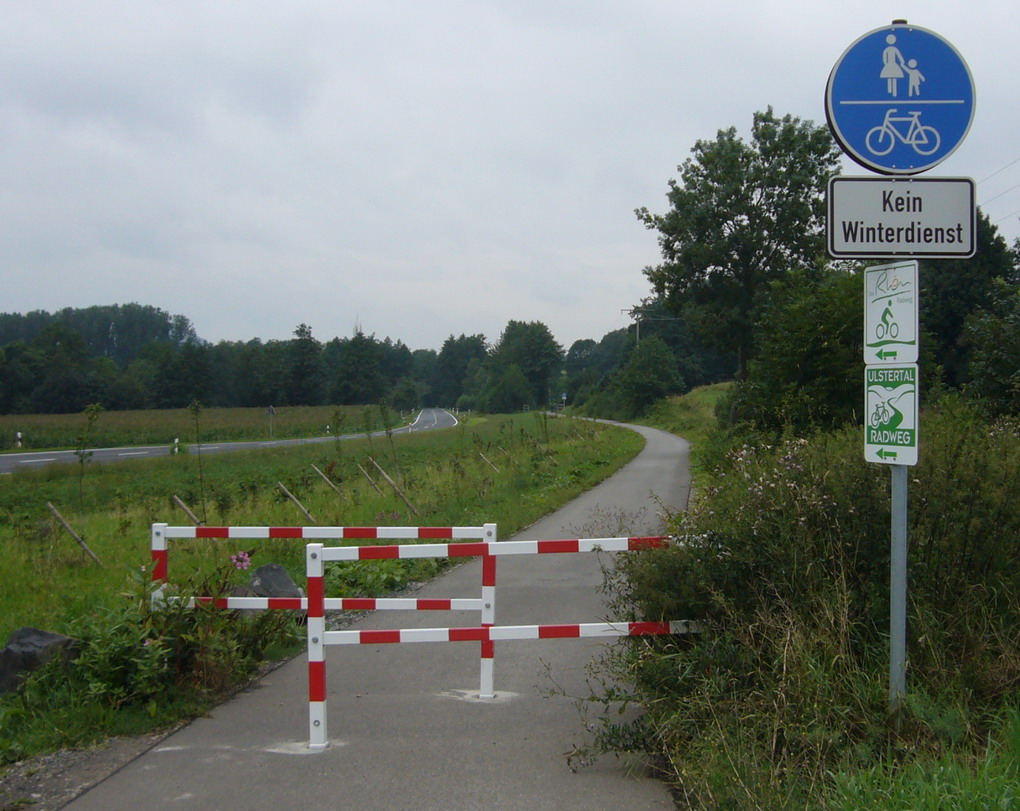
Radweg bei Tann/Rhön, Beschilderung

Das Schicksal von Tann war über Jahrhunderte hin immer Grenzschicksal. Früher lag es an der Nahtstelle der Territorien der Bischöfe von Würzburg, der Äbte von Fulda, der hessischen Landgrafen, der Grafen von Henneberg und deren Nachfolger, der Herzöge von Sachsen. So wurde Tann, nachdem es zuerst fuldisch und später Reichsgebiet gewesen war, 1806 bayrisch, dann preußisch und seit 1945 hessisch. Bis zur Wiedervereinigung war Tann Grenzgemeinde zur DDR. Auf einem Wirtschaftsweg direkt entlang der Ulster und einem schmalen Sträßchen, das verschlafene kleine Ulsterorte verbindet, führt die Route nach Hilders. Wenige hundert Meter nach dem Örtchen Aura zweigt der Milseburgradweg ab.

### Hilders < 64km – 116km >
Für geübte Radfahrer ist Hilders in das Mountainbike-Routennetz der Rhön integriert.
In Hilders zweigt der Hochrhön-Radweg, die Variante des Rhön-Radweges ab. Der Rhön-Radweg jedoch bleibt im Tal und führt über die Ferienorte Thaiden, Seiferts und Melperts (OT der Gemeinde Ehrenberg) zum Luftkurort Wüstensachsen im oberen Ulstertal.

### Wüstensachsen < 73km – 107km >

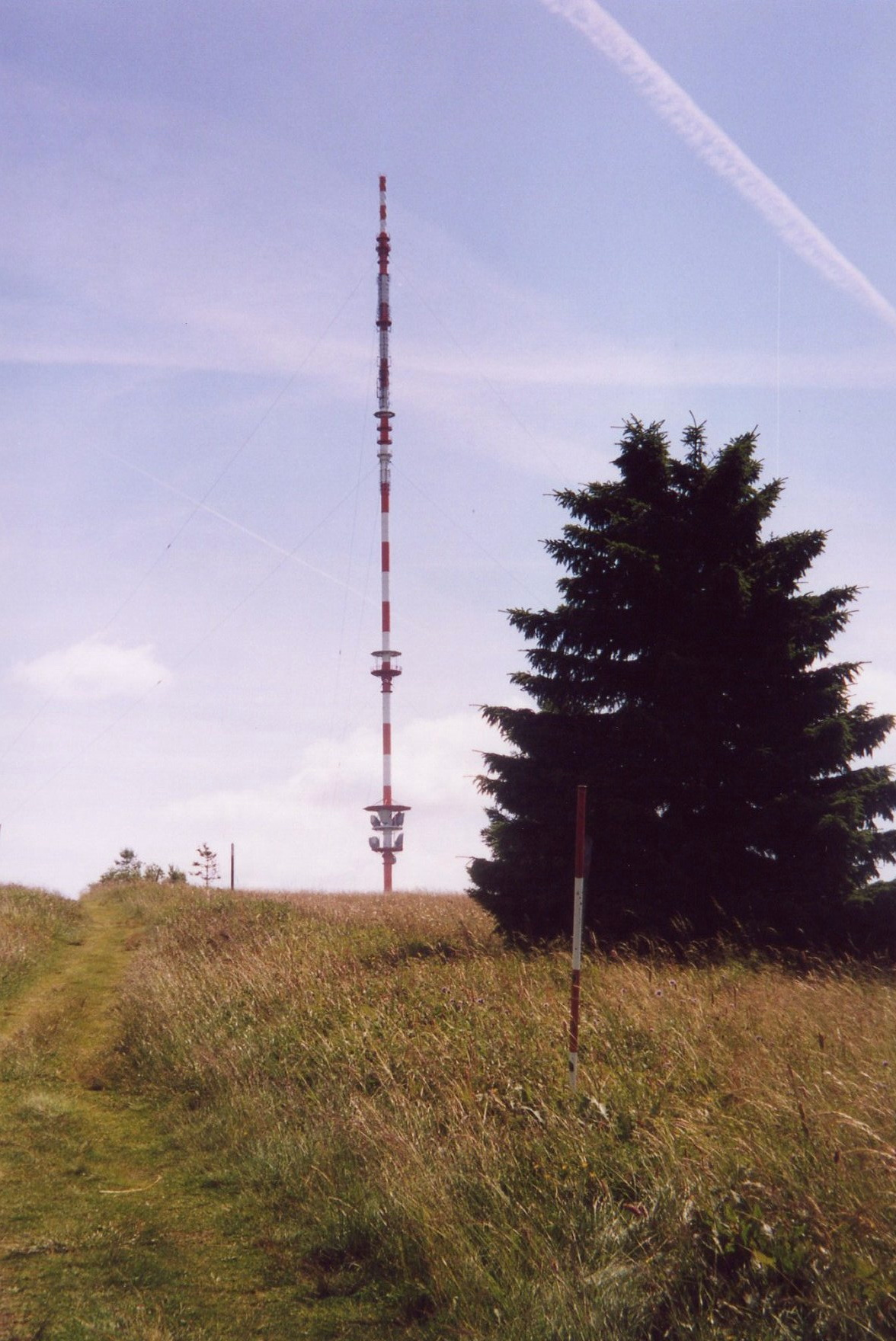
Heidelstein

Die bedeutendsten Naturschutzgebiete der Rhön sowie die Kernzonen des Biosphärenreservates liegen rund um Wüstensachsen und sind über den Rhönradweg oder über das gut ausgebaute Mountainbike-Routennetz gut zu erreichen. In Wüstensachsen beginnt der Aufstieg des Rhönradweges zur Langen Rhön auf gut 800 m Höhe. Der Weg verläuft mit einer durchschnittlichen Steigung von fünf Prozent reizvoll zwischen Weiden und Buchenwald und trifft am Parkplatz Schornhecke auf die Hochrhön-Panoramastraße (direkt unterhalb des Heidelsteins).

### Hochrhön < 81km – 99km >
Knapp zwei Kilometer nach dem Parkplatz Schornhecke treffen Hochrhön-Radweg und Rhönradweg wieder zusammen. Durch die Hochrhönlandschaft fährt man nun vorbei an der Thüringer Hütte, einem ehemaligen Zollhaus (bewirtschaftet), und der Rhönklubhütte Schweinfurter Haus (bewirtschaftet, Übernachtung) hinunter in die Täler der Fränkischen Rhön.
Durch den Fachwerkort Urspringen, wo die Bahra „als fertiger Bach unter der Kirche entspringt“, kommt man zur Marktgemeinde Oberelsbach. In Urspringen zweigt der Radfernweg Rhön-Sinntal ab. Auf ihm erreicht man Fladungen. An seinem Ende, in Mellrichstadt, besteht die Möglichkeit, mit dem Zug nach Bad Salzungen zurückzufahren.

### Oberelsbach < 92km – 88km >
Der Ort liegt im Zentrum der Rhön, umrahmt von seinen Gemeindeteilen. Tipp: In Oberelsbach zweigt der Elstal-Radweg ab, auf dem man direkt nach Bad Neustadt fahren kann. Die Route führt nun weiter flach entlang des Osthanges der Hochrhön. Vom Bischofsheimer Ortsteil Unterweißenbrunn radelt man bequem auf der Trasse der ehemaligen Bahn nach Bischofsheim.

### Bischofsheim < 104km – 76km >

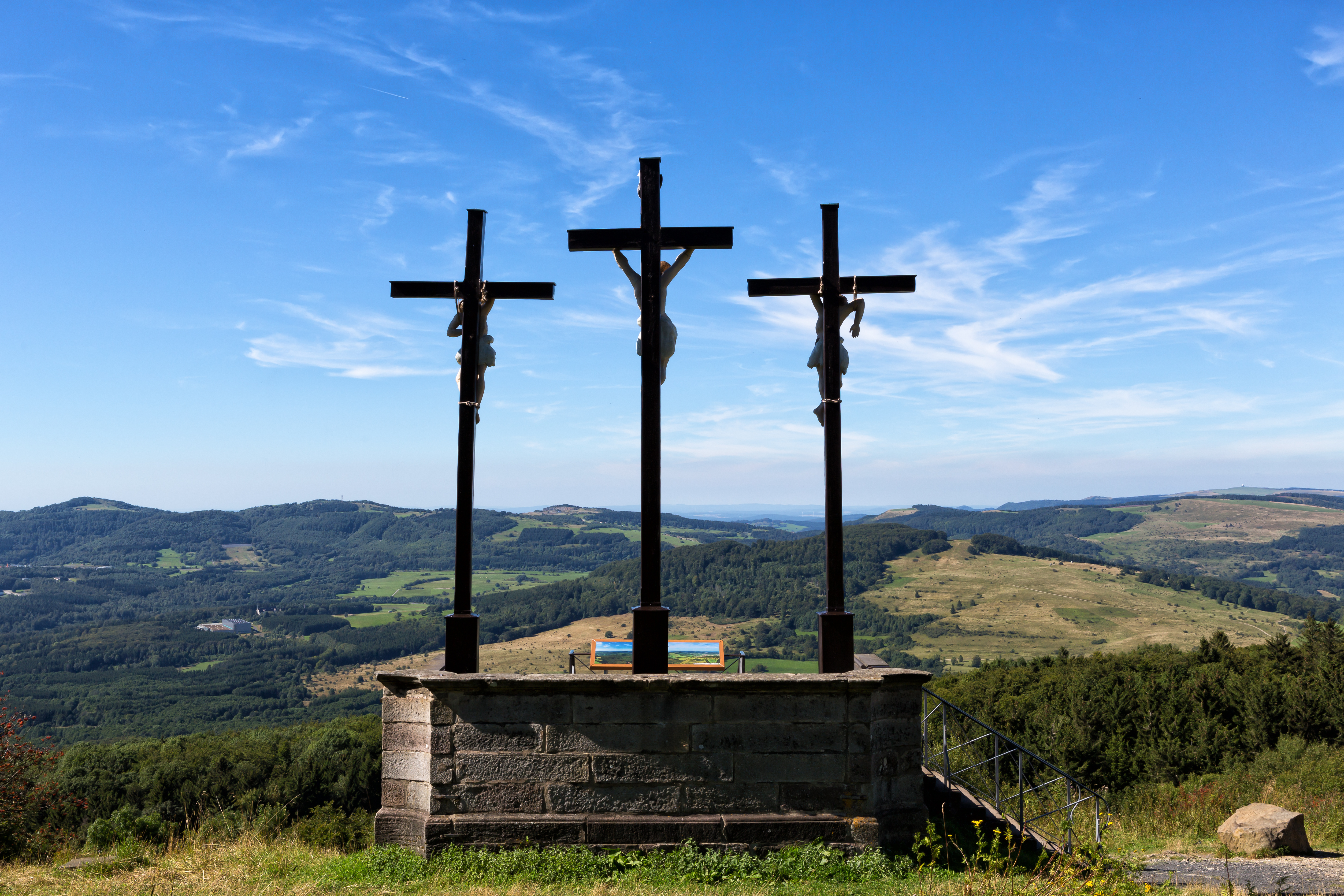
Golgota-Kreuze nahe dem Kloster Kreuzberg bei Bischofsheim

Am Fuße des Kreuzberges liegt der staatlich anerkannte Erholungsort Bischofsheim. Das Wahrzeichen der Stadt, der spätromanische Zentturm aus dem 13. Jahrhundert, das historische Rentamt und die zum großen Teil noch sehr gut erhaltene Stadtmauer verleihen Bischofsheim ein mittelalterliches Flair. Die Fortsetzung des Rhön-Radweges führt zunächst wieder bis Unterweißenbrunn auf dem gleichen Radweg zurück und dann weiter durch das Brendtal nach Bad Neustadt im Tal der Fränkischen Saale.

### Bad Neustadt < 123km – 67km >
Bad Neustadt ist so etwas wie ein Drehkreuz für Radler. Von hier führen Radfernwege nach Meiningen, zum Main nach Schweinfurt und Würzburg, nach Fulda, zur Quelle der Fränkischen Saale und natürlich auch nach Bad Salzungen.
Vom Radler-Info-Punkt führt die Route zunächst durch den Kurpark und das Kurviertel von Bad Neustadt, dann durch den Ort Salz, in dem die verschollene Pfalz Karls des Großen vermutet wird.

### Niederlauer < 129km – 51km >
Tipp: In Niederlauer zweigt der Radfernweg Main-Werra ab, der nach Schweinfurt zum Main-Radweg bzw. weiter nach Würzburg führt.

### Bad Kissingen < 155km – 25km >

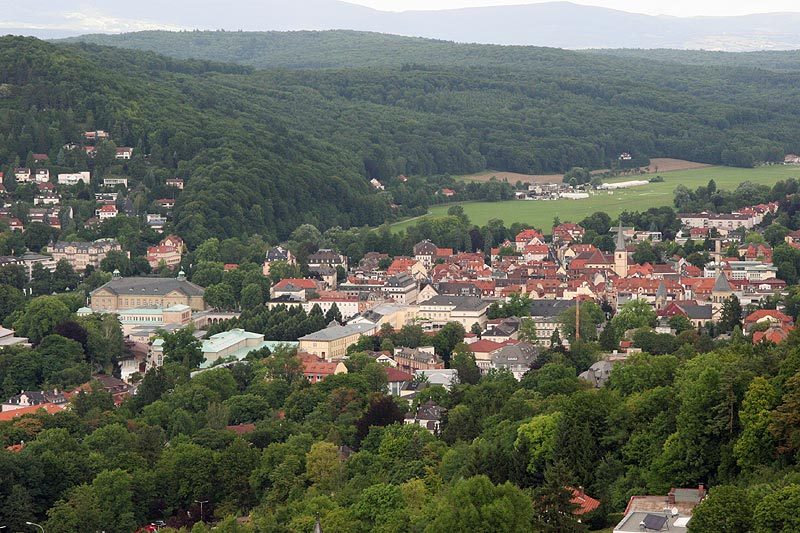
Bad Kissingen

Am Ende des Kurparks in Bad Kissingen führt die Radroute über die Saalebrücke zur linken Flussseite. Bis zum Markt Euerdorf verläuft der Weg nahe an der Fränkischen Saale. Beim Golfplatz führt eine Nebenroute des „Bayernnetzes für Radler“ nach Schweinfurt an den Main.

### Hammelburg < 180km – 0km >

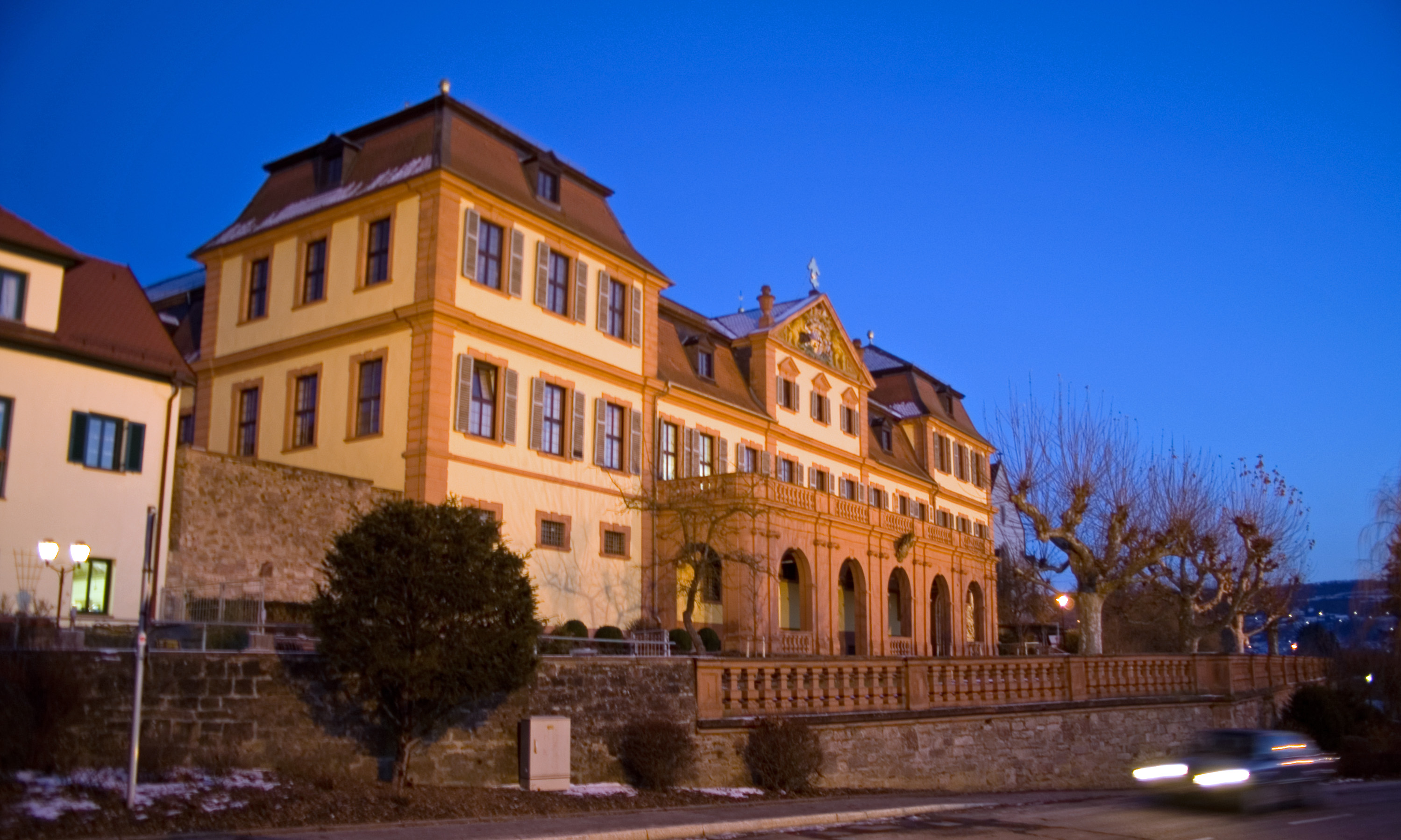
Kellereischloss Hammelburg

Hammelburg hat wie viele Weinorte ein einzigartiges Flair. Bereits 716 wird der Ort als „hamulo castellum“ erwähnt. Den Ruf als Geburtsstadt des Frankenweins hat die Stadt durch Bayerns älteste im Original erhaltene Urkunde, die im Staatsarchiv Würzburg ruht. Mit diesem Schriftstück bestätigte am 7. Januar 777 Karl der Große erstmals den Weinbau in Hammelburg. Seit dieser Zeit ist das Werden der Stadt eng mit der Rebkultur verbunden.